# Beau Weaver
Pour les articles homonymes, voir Weaver.
Beau Weaver est un acteur américain né le 19 janvier 1952 à Tulsa dans l'Oklahoma.

## Filmographie
- 1984 : Transformers (série TV) : Octane (voix)
- 1987 : Visionaries: Knights of the Magical Light (série TV) : Feryl (voix)
- 1987 : Mighty Mouse, the New Adventures (série TV) : Fractured Narrator / Additional Voices (voix)
- 1987 : Tortues Ninja : Les Chevaliers d'écaille ("Teenage Mutant Ninja Turtles") (série TV) : Additional Voices (voix)
- 1988 : Rockin with Judy Jetson (TV) : Ramm / Dee-Jay (voix)
- 1988 : Little Nemo: Adventures in Slumberland : 1st Teacher (voix)
- 1989 : College Mad House (série TV) : Announcer
- 1996 : The Substitute de Robert Mandel : Janus Showreel Narrator
- 1997 : The Weird Al Show (série TV) : 'Channel Hopping' Announcer (voix)
- 1998 : Silver Surfer : Mr fantastique (voix)
- 2000 : The Specials : Kosgro Toy Commercial Announcer